# Museu del Montsec
El Museu del Montsec d'Artesa de Segre (MMAS) és un museu d'Artesa de Segre (Noguera). L'edifici del museu és una obra inclosa a l'Inventari del Patrimoni Arquitectònic de Catalunya.

## Museu
El 1972 neix el museu com associació del Patronat d'Antona, impulsat per Joan Maluquer de Motes, però va ser el 1980 que s'inaugura un espai d'exposicions d'història, etnografia, etnografia, arqueologia, arxiu, natura i geografia com a Museu del Montsec d'Artesa de Segre (MMAS).
L'espai va estar uns anys tancat fins que el 1999 el consistori va encarregar un projecte museístic i va comprar l'edifici del costat per ampliar-lo. El projecte fou presentat el 3 de juny del 2001 però l'agost del 2002 els responsables de posar-lo en marxa abandonen l'entitat. La gestió del museu se cedeix a l'Associació Cultural la Roureda, que se'n fa càrrec des del 2003. El febrer del 2003 s'obrí al públic.

## Edifici
Edifici construït el 1560 amb reformes del 1840 fetes amb diners de la desamortització del 1834. A la planta principal hi ha l'exposició permanent, al soterrani hi ha les exposicions monogràfiques i al pis superior l'arxiu.
Edifici cantoner de planta baixa i pis. La planta baixa més antiga amb accés formant un sòcol balconer de carreus de pedra sense polir. Portal d'accés que remarquen la porta central d'arc rebaixat. Els portals laterals amb remat d'arc de mig punt com a record de la finestra. Graons de pedra sense polir. Escut a la llinda de pedra a les finestres i es deixà un ràfec de teula per tal de protegir la façana principal.
Abans de ser museu la primera meitat del segle xix va ser una presó, el 1840 esdevingué una escola fins al 1921 que es van inaugurar les noves escoles. Va ser ajuntament, jutjat, escorxador municipal i després de la guerra civil fou caserna de les forces que lluitaven contra els maquis fins al 1947. El 1950 esdevingué granja de pollastres, porcs i conills. El 1972, patint pel seu enderroc després de la destrucció de l'antiga església romànica es va fer una rehabilitació dirigida per Joan Maluquer de Motes per donar-li usos municipals.